# Oliva virgata
Oliva virgata is een slakkensoort uit de familie van de Olividae. De wetenschappelijke naam van de soort is voor het eerst geldig gepubliceerd in 2005 door Sterba.